# Anne-Cécile Suzanne
Anne-Cécile Suzanne est une agricultrice, consultante, femme politique, écrivaine et administratrice française d'Auchan.

## Biographie
Elle est fille unique d’une mère médecin et d’un père éleveur de bovins. Diplômée de l'école de commerce de Nantes (Audencia), elle étudie à l'Université de Boston et Harvard pour obtenir un master de management et contrôle de gestion. Elle est diplômée de master Affaires publiques à Sciences Po Paris et effectue un stage de fin d'études au cabinet de conseil EY.
Anne-Cécile Suzanne reprend la ferme familiale de Mauves-sur-Huisne en 2014 à la suite du décès de son père, qui élève 70 vaches blondes d’Aquitaine. Au total, sa ferme compte 240 bovins sur 200 ha (100 ha de prairie et 100 ha de plantations), et embauche deux salariés. Elle applique les méthodes de contrôle de gestion apprises durant ses études au monde agricole.
En parallèle de son métier d'agricultrice, elle est consultante en stratégie pour Deloitte, à Paris-La Défense jusqu'en septembre 2020. Elle devient par la suite consultante « spécialisée sur les chaînes de valeur alimentaires » chez Kéa & Partners depuis septembre 2022.
Elle est candidate sur la liste des Républicains de durant les élections européennes de 2019, dans le but de militer pour le productivisme agricole. Elle est devenue en 2020 la première adjointe municipale de Mauves-sur-Huisne et l’une des conseillères de la communauté de communes de Mortagne-au-Perche.
Elle est conviée à gravir les marches du festival de Cannes 2020 par le réalisateur Edouard Bergeon, lors de la remise du prix 2020 du cinéma positif au film Au nom de la terre.
Anne-Cécile Suzanne est directrice générale adjointe de la coopérative agricole de Bellême. Elle devient à l'été 2023 administratrice d’Auchan Retail International, holding du distributeur alimentaire Auchan.

## Prises de position
Elle publie plusieurs tribunes dans Le Monde ou Le Figaro. Elle estime notamment que les traités commerciaux avec le Canada et le Mercosur « sont incompatibles avec la nécessaire mutation de l’agriculture et de l’alimentation vers plus de qualité et la préservation de la diversité ». Elle affirme aussi qu'il est nécessaire que la France fasse respecter les normes qu’elle impose à ses producteurs pour pouvoir changer de modèle agricole, afin de répondre aux exigences environnementales des consommateurs. Enfin, elle souhaite mettre en avant la place de la campagne au delà de sa comparaison avec la ville.

## Publications
- Les sillons que l'on trace, Fayard, coll. « Documents », 2024 (ISBN 978-2-213-72606-9)[10]